# Fort I Twierdzy Warszawa

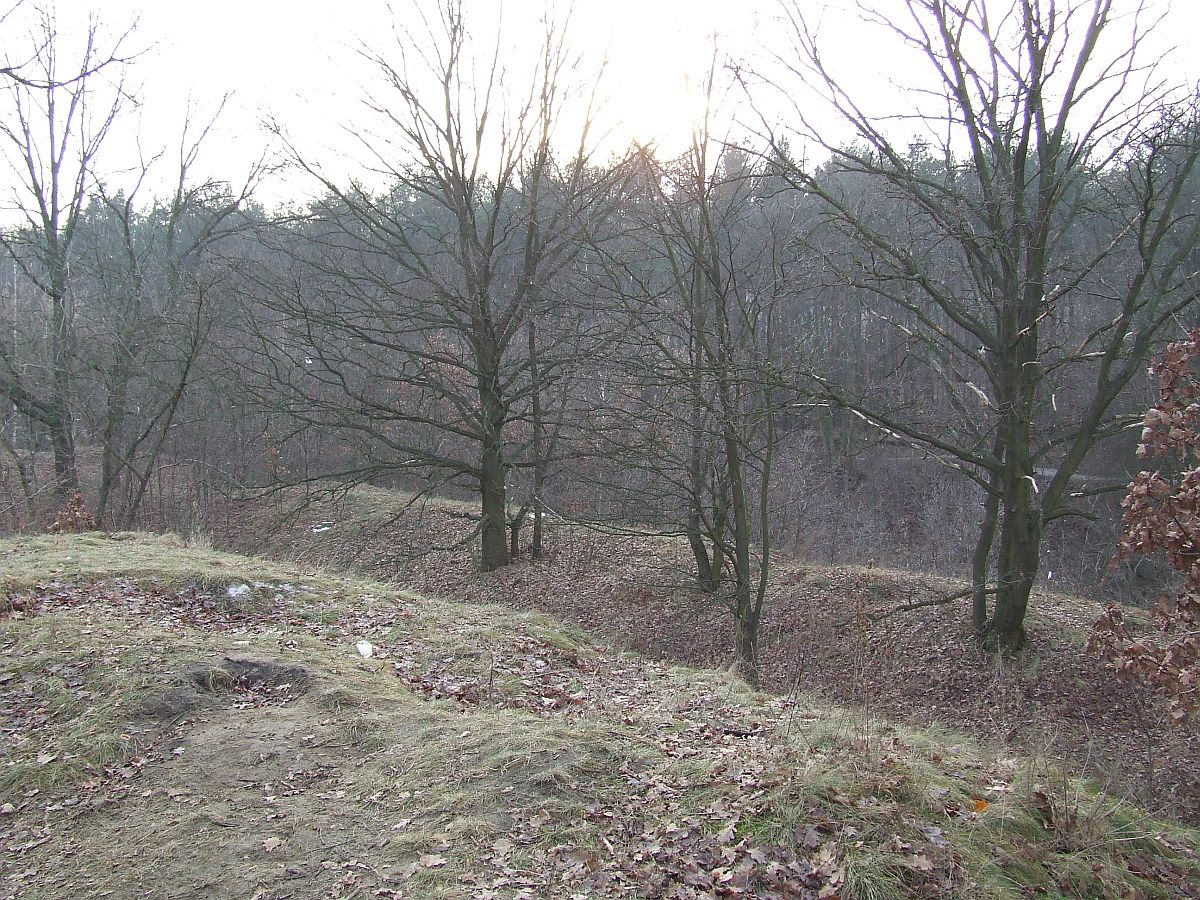
Wały fortu w części północnej

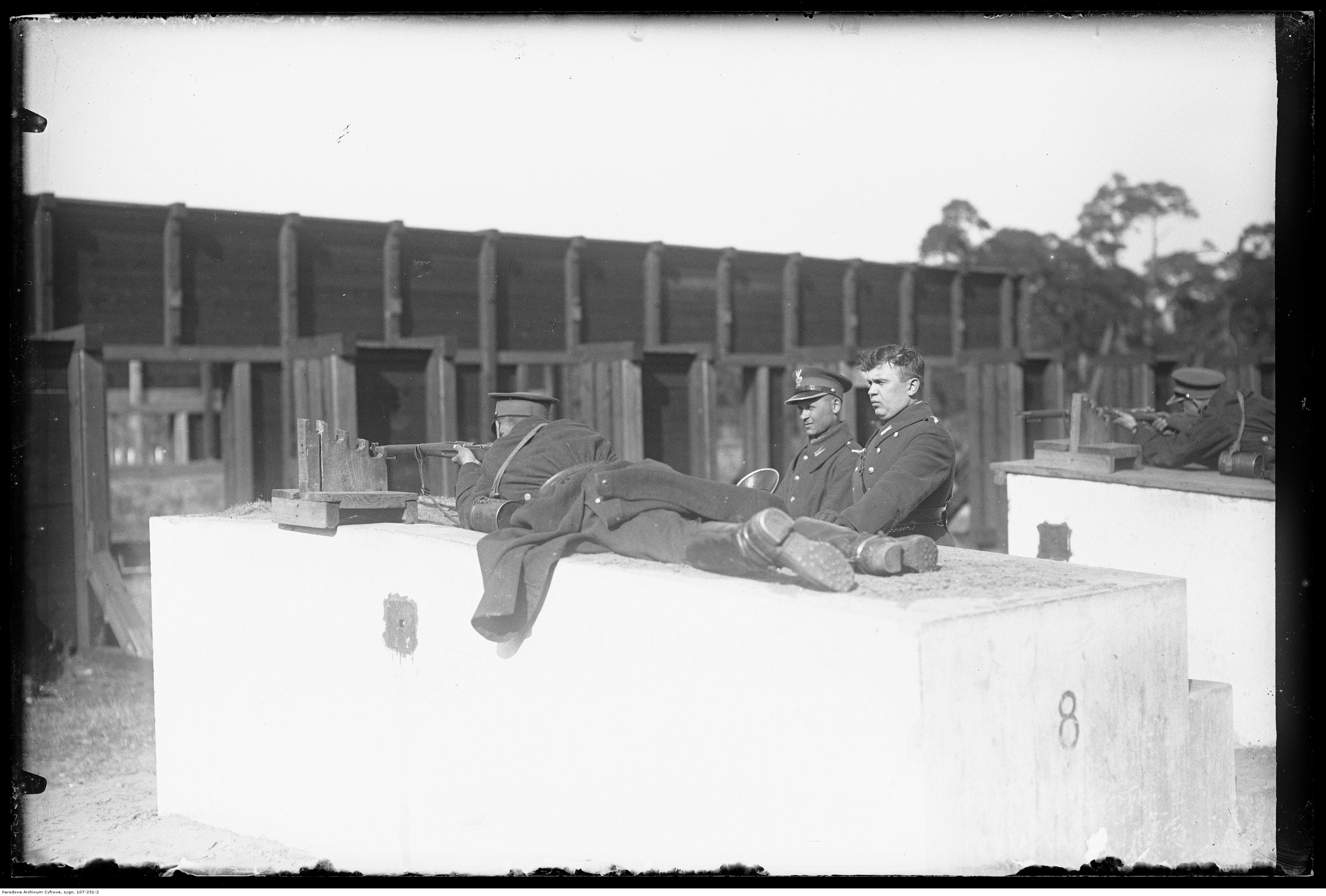
Ćwiczenia strzeleckie szwoleżerów na strzelnicy wojskowej w Forcie I, rok 1929

Fort I („Bielany“) – jeden z fortów Twierdzy Warszawa, wybudowany w latach 80. XIX wieku na terenie obecnej dzielnicy Bielany.

## Opis
Fort posiadał wały ziemne oddzielnie dla piechoty i artylerii, otoczone suchą fosą. W ramach likwidacji zniszczono wszystkie elementy bojowe fortu. W okresie międzywojennym w forcie mieściła się strzelnica wojskowa. Po roku 1947 zniszczono ceglane koszary szyjowe fortu, pierwotnie o długości około 100 metrów, zaś wały i fosy zostały silnie zniekształcone. Kolejne zniszczenia fortu nastąpiły w trakcie budowy Wisłostrady w latach 70. XX wieku, kiedy niwelacji została poddana wschodnia część wałów fortu. 
Obecnie teren fortu jest wykorzystywany do celów sportowych. Najlepiej zachowana jest północna część fortu, przylegająca do cmentarza Żołnierzy Włoskich. Na terenie fortu widać kawałki betonu i cegły, brak jednak większych pozostałości.